# フィル・マシンガ
フィル・マシンガ（Philemon Raul Masinga、1969年6月28日 - 2019年1月13日）は、南アフリカの元サッカー選手。元南アフリカ代表。ポジションはフォワード。

## 来歴
1992年に南アフリカ代表デビュー。自国開催となったアフリカネイションズカップ1996では5試合に出場、優勝した。アフリカネイションズカップ1998にも出場、準優勝した。南アフリカとして初の出場となった1998 FIFAワールドカップでは2試合に出場した。2001年までに58試合に出場、18得点をあげた。

## 代表歴

### 出場大会
- 南アフリカ代表
  - 1998 FIFAワールドカップ

### 試合数
- 国際Aマッチ 58試合 18得点（1992年-2001年）[1]

| 南アフリカ代表 | 国際Aマッチ | 国際Aマッチ |
| 年             | 出場        | 得点        |
| -------------- | ----------- | ----------- |
| 1992           | 7           | 2           |
| 1993           | 2           | 1           |
| 1994           | 7           | 3           |
| 1995           | 2           | 0           |
| 1996           | 8           | 3           |
| 1997           | 11          | 4           |
| 1998           | 9           | 1           |
| 1999           | 6           | 2           |
| 2000           | 1           | 1           |
| 2001           | 5           | 1           |
| 通算           | 58          | 18          |